# La Diablesse (film, 1950)
Pour les articles homonymes, voir La Diablesse.
Pour plus de détails, voir Fiche technique et Distribution.
La Diablesse (Doña Diabla) est un film mexicain réalisé par Tito Davison, sorti en 1950.
En juillet 1994, le film est inclus dans la liste établie par la revue Somos des 100 meilleurs films mexicains de tous les temps.

## Synopsis
Après son divorce, Angela alias Doña Diabla, a juré de haïr les hommes.

## Fiche technique
- Titre : La Diablesse
- Titre original : Doña Diabla
- Réalisation : Tito Davison
- Scénario : Edmundo Báez, Tito Davison et Ricardo López Méndez (dialogues additionnels) d'après la pièce de théâtre de Luis Fernández Ardavín
- Musique : Manuel Esperón
- Photographie : Alex Phillips
- Montage : Rafael Ceballos
- Production : Victor Purcell, Joseph Satinsky et Gregorio Walerstein
- Société de production : Cinematográfica Filmex
- Pays :  Mexique
- Genre : Drame
- Durée : 95 minutes
- Dates de sortie : 
  -  Mexique : 28 janvier 1950
  -  États-Unis : 25 octobre 1950

## Distribution
- María Félix : Angela
- Víctor Junco : Adrián Villanueva
- Crox Alvarado : Esteban
- José María Linares-Rivas : Octavio Sotelo Vargas
- Perla Aguiar : Angélica
- Dalia Íñiguez : Gertrudis
- Luis Beristáin : Cura
- José Baviera : Ernesto Solar Fuentes
- Beatriz Ramos : Carmela
- Nicolás Rodríguez : Pepe Luis
- Salvador Quiroz : Amante Viejo de Angela
- Alejandro Cobo : El Cojo
- Juan Orraca : Teniente
- Isabel del Puerto : Clara
- Carlos Múzquiz : Martínez
- Elodia Hernández : la mère supérieure
- Gloria Mange : Gloria, la vendeuse de cigare

## Récompenses et distinctions
Le film a été présenté en sélection officielle en compétition au Festival de Cannes 1951.